# Мала Русь
Мала́ Ру́сь ( Μικρὰ Ῥωσσία) — грецька церковно-адміністративна назва, що з'явилася на початку XIV століття для окреслення Руського королівства. Стародавні греки мали звичай називати «Малою» країну, яка була колискою даного народу, а «Великою» — країну, пізніше ними колонізовану. Від греків ці поняття перейшли до Східної Європи.

## Етимологія та історія
Назви «Мала Русь» і «Велика Русь» виникли задовго до того, як на землях сучасної Росії сформувалась єдина держава. Їх започаткували галицько-волинські князі, ініціювавши створення власної митрополії в межах колишньої загальноруської (близько 1303 року). Цей феномен був осмислений візантійськими ієрархами як виділення зі складу «Великої Русі» (грец. Ρωσία Μεγα), що охоплювала 19 єпархій, «Малої Русі», в складі галицької, холмської, перемишльської, володимиро-волинської, луцької та туровської єпископій (тобто Галичини, Волині й Турово-Пінщини). Попри всю ефемерність цього новотвору, запроваджена греками термінологія прижилась на місцевому ґрунті, потрапивши й до світської титулатури: останній галицько-волинський володар Юрій-Болеслав II у 1330-х іменував себе «князем усієї Малої Русі»; «королем Ляхії та Малої Русі» називали польського короля Казимира, котрий поширив свій політичний контроль на значну частку володінь Юрія-Болеслава.
У церковному вжитку межі «Малої Русі» як поняття не залишалися сталими, оскільки ця назва поширилась і на створену близько 1317 року литовську митрополію з центром у Новогрудку. Тож, як бачимо, здійснений у XIV ст. термінологічний поділ Русі мав не етнічне, а церковно-політичне підґрунтя. Якщо ж зважати на те, що константинопольські патріархи ототожнювали «Малу Русь» із Волинню та відносили до неї Київ і Смоленськ, стає зрозумілим, що, запроваджуючи цей термін до широкого обігу, вони далеко не завжди орієнтувались у тогочасних географічних реаліях.
Термін «Малоросія» штучно поширювався російським царизмом на українські землі незважаючи на те, що українці самі не використовували цю назву для свого етноніму та своєї території.

## Мала Русь

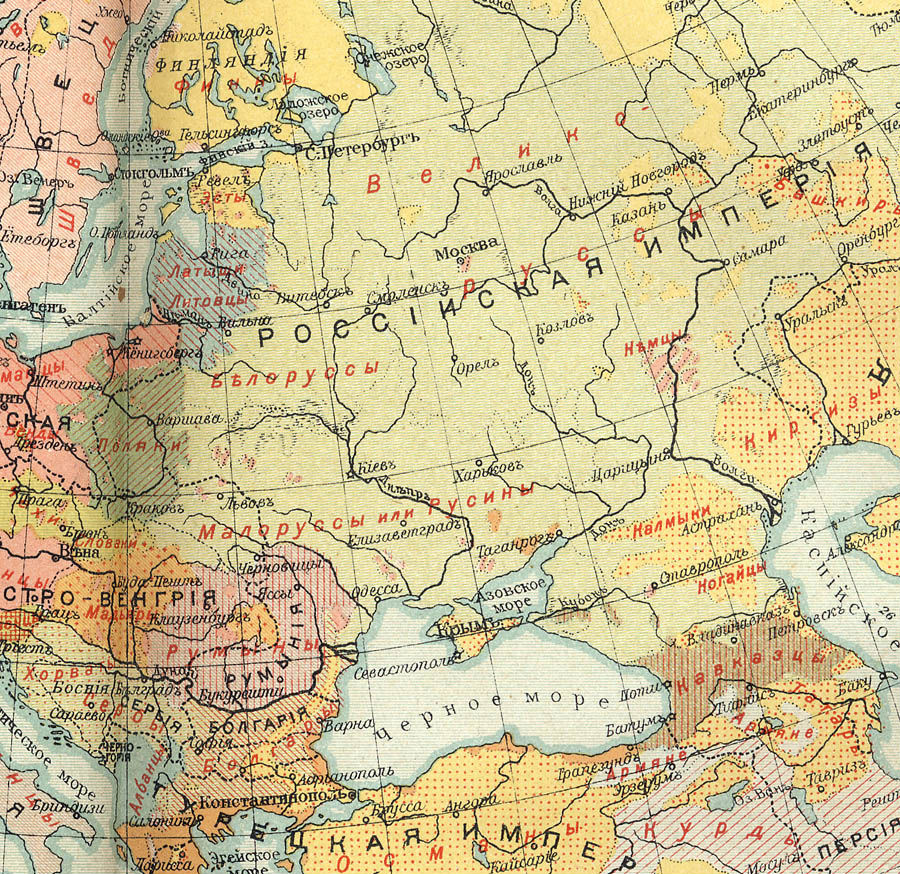
Фрагмент (вся мапа) лінгвістичної мапи Європи з російського атласу 1907 р. Українці в своїх етнічних межах позначені як Малоруси або русини («Малорусы или Русины»).

Галицька митрополія, створена 1303 року, охоплювала шість єпархій: галицьку, перемиську, володимирську, холмську, луцьку і турівську, які у візантійських джерелах отримали назву Мала Русь ( Μικρά Ρωσία — Мікра Росіа) на противагу Великій Русі (грец. Μεγάλη Ρωσία — Мегалі Росіа), під якою з 1354 р. розумілася територія 19-ти єпархій під владою київського митрополита, в той період седалище (резиденція) митрополита знаходилась в місті Володимирі-на-Клязьмі з 1299, а кафедра руської церкви — в Києві, на Русі. Під впливом візантійської церковної термінології князь Юрій II Болеслав став титулуватись як dux totius Rusiae Minoris, хоча він і його попередники іменували себе Rex Russiae, Dux totius terrae Russiae, Dux et Dominus Russiae.
У XV—XVI ст. назва «Мала Русь» не трапляється.
Частина Русі в старих авторів називалася Сарматією Азійською (лат. Sarmatia asiatica) на відміну від Русі, яка належала до Польського королівства і називалася Сарматією Європейською. Пізніше Сарматію Азійську називали Чорною Русю, а також Московією. Межа проходила до витоків Дніпра (біля Смоленська) та Дону (біля Новомосковська, Тульської області). Власне Польща називалася в ті часи Вандалія. Біла Русь обмежувалася Великим князівством Литовським. І до Червоної Русі, яка також називалася Королівською, входили: Київщина, Волинь, Поділля, Брацлавщина, Холмська, Белзька та Галицька землі, Львівська земля, яка називалася також Малою Руссю або Південною Руссю (лат. Russia Australis), сюди входило також місто Ярослав.
Наприкінці XVI ст. на теренах Речі Посполитої після 200-річного забуття раптово відродилась назва «Мала Русь (Росія)». У XIV ст. цей термін, за слушним спостереженням Михайла Грушевського, «не встиг відповідно ствердніти і викристалізуватись, а в XV столітті й зовсім зник з видовні». Його нову появу вчений пов'язав із наявністю в титулатурі московських митрополитів (з 1589 — патріархів) визначення «всієї Русі»: «коли київським митрополитам прийшлось зав'язати зносини з московським правительством, головно задля грошових і всяких інших підмог з московського скарбу», їм "незручно було писатись в листах до московського правительства тим титулом, який вони уживали у себе вдома — «митрополита київського, галицького і всієї Русі». Уживаючи далі в усіх інших випадках сього титулу й титуловані так своїм правительством, вони в листах до московського правительства починають себе наново титулувати митрополитами «Малої Русі».
Документом, що започаткував цю практику, вважається лист Львівського братства до царя Федора Іоанновича з проханням про надання коштів на відбудову Успенської церкви й шпиталю (1592). Через чотири роки афонський чернець Іван Вишенський звернувся з посланням «ко всем православним христианам Малоє Руссии, народу русскому, литовскому и лядскому». В наступному столітті цей термін здобув визнання не тільки в церковних, а й у політичних колах.
У хроніках і на географічних мапах майже до кінця XVII ст. західноукраїнські землі іменуються Русь (Rus), Руська земля (пол. Ziemia Ruska) і Червона Русь (лат. Russia Rubra).
Після Переяславської угоди 1654 цар московський змінив титул на Всея Великія і Малия Русі. Відтоді назва Мала Росія (Мала Русь) почала поширюватися в українському урядовому листуванні, хроніках і літературі. На географічних мапах України XVIII ст., виданих Російською Академією наук 1736-38, і в Російському атласі 1754 р. назва Мала Росія не зустрічається.
Утворена з Малої Русі назва Малоросія почала вживатися з XVIII ст., але стосувалася тільки Лівобережної України (Гетьманщини). Створені після ліквідації козацько-гетьманської держави 1781 р. три намісництва (губернії) — Чернігівське, Новгород-Сіверське і Київське, 1796 р. були об'єднані під назвою Малоросійська губернія (без Києва), що її 1802 р. поділено знову на дві губернії: Полтавську і Чернігівську. Назви Малоросія, малоросійський, малоросіяни вживалися стосовно всієї підросійської України тільки протягом XIX і поч. XX ст., хоча у наукових публікаціях була також поширена назва Україна. Назву Малоросія застосовували подекуди лише для Лівобережної України в межах Полтавської, Харківської і Чернігівської губерній. Після революції 1917 р. назви Малоросія і малоросійський вийшли із загального й офіційного вжитку.
Втім, було б помилкою ототожнювати «Малу Русь» зламу XVI—XVII ст. з «Малоросією» XIX ст., оскільки перше поняття охоплювало не лише українські, а й білоруські та, частково, литовські землі — власне, територію київської митрополії. Це й не дивно — з огляду на церковне походження даного терміна; однак, на відміну від «Малої Русі» XIV ст., у XVII ст. цей термін набув певного етноісторичного змісту, що й забезпечило йому тривале життя. «Малій Русі» як макротопоніму відповідав перехідний тип етносу — білорусько-українська спільнота. Щоправда, її представники, як і раніше, вважали себе «руссю», «русинами», а не «малоросіянами» чи «малоросами».

## Мала Русь на географічних картах
1654 р. П'єр Дюваль (Pierre Duval). Одна із перших карт з навою «Русь Мала». Карта — «Carte de Pologne et des Estats qui en dependent». Париж. Західна Україна на карті позначена як Русь Мала, або Чорна (RUSSIE PETITE ov NOIRE), Московщина (Росія) позначена як Велика Біла Русь, або Московія (La GRANDE BLANCHE RUSSIE ov MOSCOVIE).
На московських картах назва «Мала Руссія», «Мала Русь» уперше з'явилася 1699 р. Начерк мапи виготовили іноземці на московській службі: лівонський картограф, генерал-майор Джордж фон Менгден та шотландський картограф, фельдмаршал Яків Брюс, гравер карти — голландець Ян Тессінг. «Географічна карта країн Малої та Великої Руссії» видана в Амстердамі у двох варіантах — російською та латинською мовами. Ця карта стала першою гравірованою картою, що була видана московською (російською) мовою. На карті латинською мовою Україна позначена як «Країна Мала Руссія» (Pars Russiae Minor), у межах Наддніпрянщини і без тодішнього польсько-московського поділу по Дніпру; на карті російською мовою — «Мала Россія» (Малыя Россїи).
1700 р. Йоганн-Баптист Гоманн. Карта «Tabula Geographica qua pars Russiae Magnae Pontus Euxinus seu Mare Nigrum et Tartaria Minor cum finitimis Bulgariae, Romaniae et Natoliae Provinciis» (Географічна мапа частини Великої Росії, Понта Евксінського, або Чорного моря, та Малої Тартарії, разом з прикордонними провінціями Болгарії, Романії та Натолії), де територія України, що окупована Московією, позначена (яскраво-рожевим кольором) як Мала Русь (Pars Russiae Minoris), а Московія як Велика Русь (Pars Russiae Maximae)..

### Приклади
- У 1600 український православний полеміст і чернець Афонського монастиря Іван Вишенський адресував свою працю «Книжка» усім русинам — «православним християнам, братствам і всім благочестивим, котрі живуть у Малій Росії, в Короні Польській»[9].

## Малороси

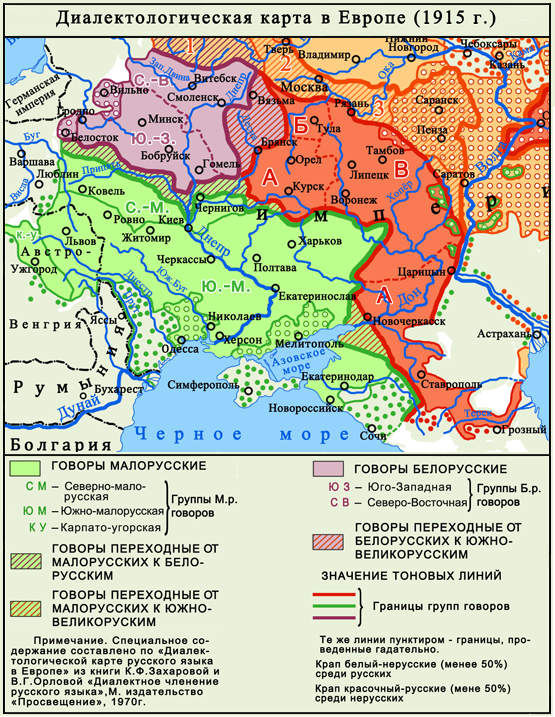
Мовна ситуація станом на 1915 рік у Східній Європі

Малороси — термін яким у Російській імперії називали українців. До входження Козацької держави під протекторат Московського царства після Переяславської ради 1654 року, цей термін, як етнонім не вживався, натомість вживалася назва русини. Разом з тим широко використовувалося і назва Україна. Так гетьман Петро Конашевич-Сагайдачний у листі до короля Польщі 1622 року пише про: «Україну, власну, предковічну, вітчизну нашу, городи українські, народ український».
Концепцію триєдиного славенороського народа, де українці ставали малоросами, ймовірно висунув український філософ Інокентій Ґізель у праці Синопсис Київський у 1674 році. Далі цю ідею розвив інший український філософ сподвижник російського царя Петра Першого Феофан Прокопович. Завершили розробку концепції триєдиного російського народу російський історик Татищев та вчений Ломоносов.
За задумом творців цього терміна українських філософів він позначав приналежність до Малої Руси тобто українських земель навколо стародавньої столиці Руси Києва та не мав жодного образливого відтінку. Згодом цей термін почав набувати образливих рис, як позначення меншовартості, щодо терміна великороси. Таким чином царський уряд починаючи з XIX століття вводить термін «южнорусский» (південноросійський). Наприклад Тарас Шевченко створює Букварь южнорусскій.
Український вчений і громадський діяч Михайло Драгоманов увів у вжиток термін — носії малоросійщини:
|  | Це зросійщені українці, національний характер яких утворювався під чужим тиском і впливом, що мало наслідком засвоєння переважно гірших якостей чужої національності і втрати кращих своїх |

Після колапсу Російської імперії у 1917 році, цей термін, як етнонім, щодо українців не вживається. За часів СРСР разом із терміном Малоросія вважався таким, що виражав великодержавницьку політику царизму щодо України.

### Версія перша (зовнішня)
Термін «малороси» не є самоназвою українців (русинів або руських), зовнішній термін для України в методичній політичній тактиці Москви формування характеру й ментальності підросійського «хохла», видуманий та підтримуваний в Московії (Росії) та нав'язуваний нею в довгому поневоленні України Росією з метою зросійщення українського народу". Його вживали, у першу чергу щодо Лівобережної частини України (Гетьманщини) загарбаної Росією, з утворенням Малоросійської губернії (без м. Києва); застосовувалося в межах Полтавської, Харківської і Чернігівської губерній. Протягом підкорення всієї України у XVIII—XX ст. — використовувалося стосовно всіх українців й всієї України. Сприяло комплексові провінціалізму українського громадянства, формуванню відданості російській великодержавності з колабораціонізмом (москвофільство), байдужості й негативному ставленню до українських національно-державницьких прагнень. «Це явище хвороби бездержавності українського народу, відсутності національно-духовної суверенності, капітулянство перед Москвою, холуйське вислужництво перед володарями Московії (кар'єризм), брак найелементарнішого національного інстинкту і параліч політичної волі українського народу; „національне пораженство“ з „самовідданістю малоросійською“». Аналог цього був на підпольських українських землях для полонізації українців: «хрунівство», «націоне польонус», «ґенте рутенус». Аналог цього був на підугорських українських землях для денаціоналізації українців: «мадярони». У наслідку чого були засвоєні гірші якості чужої національності з втратою кращих своїх (національна деградація з асиміляцією в інородному просторі). Цей «кабінетний термін» з'явився на офіційному рівні Російської імперії з-за великої території Росії (великороси) через загарбані нові землі на противагу Україні (малороси), хоча уживання «Великої Русі» не було притаманним Росії (використовував гетьман гербовий шляхтич Богдан Хмельницький щодо митрополії України у відношенні до провінції Київської Русі Москви). Після «Переяславської угоди» 1654 р. російський цар Олексій Михайлович амбіційно замінив титулування з «московських і великих князів всієї Росії» на «всієї Великої і Малої Росії», а згодом ще й «Білої Росії». На опублікованих у 1736—1738 рр. і 1745 р. Російською Академією Наук офіційних атласах назва «Мала Росія» чи «Мала Русь» (Малоросія) не зустрічається.
- Після 1917 р. з утворенням першої української республіки (УНР) слова «малорос» та «Малоросія» вийшли з офіційного використання[20]. Що добре засвідчило відсутність цього терміна в самоідентифікації українського народу.
- У другій українській республіці (УРСР) терміни «малорос», «Малоросія» вважали прикметою національного гніту українського народу російським імперіалізмом і не вживали на офіційному рівні. Не мала місця зазначена назва й серед населення УРСР.
- Під час третьої української республіки — сучасної України стало нав'язуватися знову в ЗМІ[22] й Держ.думі Росії[23] як зовнішній термін[24] для самоназви українського народу, побутує в середовищі російських окупантів на теренах України, серед російських політологів (Дугін Олександр Гелійович[25][26][27] й ін.) та серед терористів-найманців з Росії (див. «Війна на сході України», «Анексія Криму Росією 2014 року»)[28][29]. Але не має місця в світогляді українського народу.

Один з перших випадків використання вузько-кабінетного слова «малороси» міститься у листі одного православного київського митрополита (Йова Борецького) до московського царя Михайла Федоровича від 3 вересня 1624 року про допомогу в боротьбі з унією та Католицькою церквою. Митрополит висунув ідею релігійної та кровної єдності Русі і вперше назвав українців малоросіянами як буцімто «молодших братів», а московитів великоросами — «старшими братами», котрі у фантазії автора утворювали немов одну соціальну групу «сім'ю». Цей лист був написаний в умовах, коли українське духовенство з підвладних польському королеві земель, так само як і східні православні ієрархи, що мешкали на підвладних османському султанові землях, зверталися до московських царів за допомогою в справі поліпшення свого матеріального і фінансового становища.

### Версія друга (внутрішня)
Ряд істориків показують, що визначення «малий» і «великий» у складі найменувань географічних територій та етносів зазвичай пов'язані з розмежуванням територій відповідно початкового і пізнього розселення: позначення країн і народів з компонентом «великий» як правило відносяться до області вторинної колонізації, а не до метрополії. Порівняємо Велика Греція (Південна Італія і Сицилія щодо грецької метрополії, Еллади), Великопольща (історико-етнографічна область з центром в Познані — територія, пізніше освоєна слов'янами, що рухалися з півдня на північ, на противагу — Малопольща, область Кракова — давньої польської столиці), Велика Моравія, Велика Німеччина (як позначення земель за Одером, тобто область німецької експансії на схід), Велика Скуфь (Скіфія), Мала Азія (Мала Азія — назва, зрозуміло, виходить від європейців, які дізналися її раніше решти Азії, яка іноді, в працях учених, називається «великою».: Asia Maior і т. д.
Саме так («мала» — тобто «центральна») трактує термін стосовно українських географічних територій сучасний вітчизняний історик Ярослав Грицак:
«Путін каже про українців як про другого сорту малоросів. Але Малоросія не означає менший або другорядний. Малоросія має таке ж значення, як Мала Польща до Великої Польщі, чи мала Греція до великої Греції. Це означає центр, місце, звідки пішла цивілізація. Це означає столиця»

## Додатково
- «Маленька Росія[en]» (англ. Little Russia; в англійській є омонімом до «Мала Русь») — район у Лондоні, на території Тоттенем. Назву отримала завдяки тому, що після 1917 року у цьому районі селилося багато російських емігрантів.
- Little Russian («Маленька росіянка») — перший сингл Mr. Zivago. Little Russians — офіційний англійський переклад рос. малоросы.
- Народний депутат Семенченко припускає, що у Росії готують проект «Малороссия», покликаний дестабілізувати обстановку в Україні: «Вибори на окупованій території, народна міліція, амністія для бойовиків, тотальна корупція в Україні і спільне з вітчизняним грабежом „розпилювання грошей на відновлення Донбасу“ — елементи цього плану». На його думку, «всі розмови типу „Бойовики ДНР кричать про злив Новоросії Путіним“ — дешевий спектакль, розіграваний поганими акторами»[34]. Побічно підтверджують це й інші джерела[35].
- У 1918 році київський публіцист Анатолій Савенко
 видав брошуру «Украинцы или малороссы?», де доводив, що населення України (Малороссии) завжди називало себе «русскими», і що українська мова та міф про українську націю придумані Грушевським. За радянських часів брошура Савенко була під забороною[36]. Цікаво, що більшість антиукраїнських сучасних видань повторюють основну тезу Савенко про українців як про «малорусів», незважаючи на те, що вживання цього терміна як самоназви було нетиповим для жителів українських земель, які зазвичай звали себе просто «руськими» чи «русинами».